# IC 63
IC 63 — емісійна туманність у сузір'ї Кассіопея.
Цей об'єкт міститься в оригінальній редакції індексного каталогу.